# Sköllunga kvarn

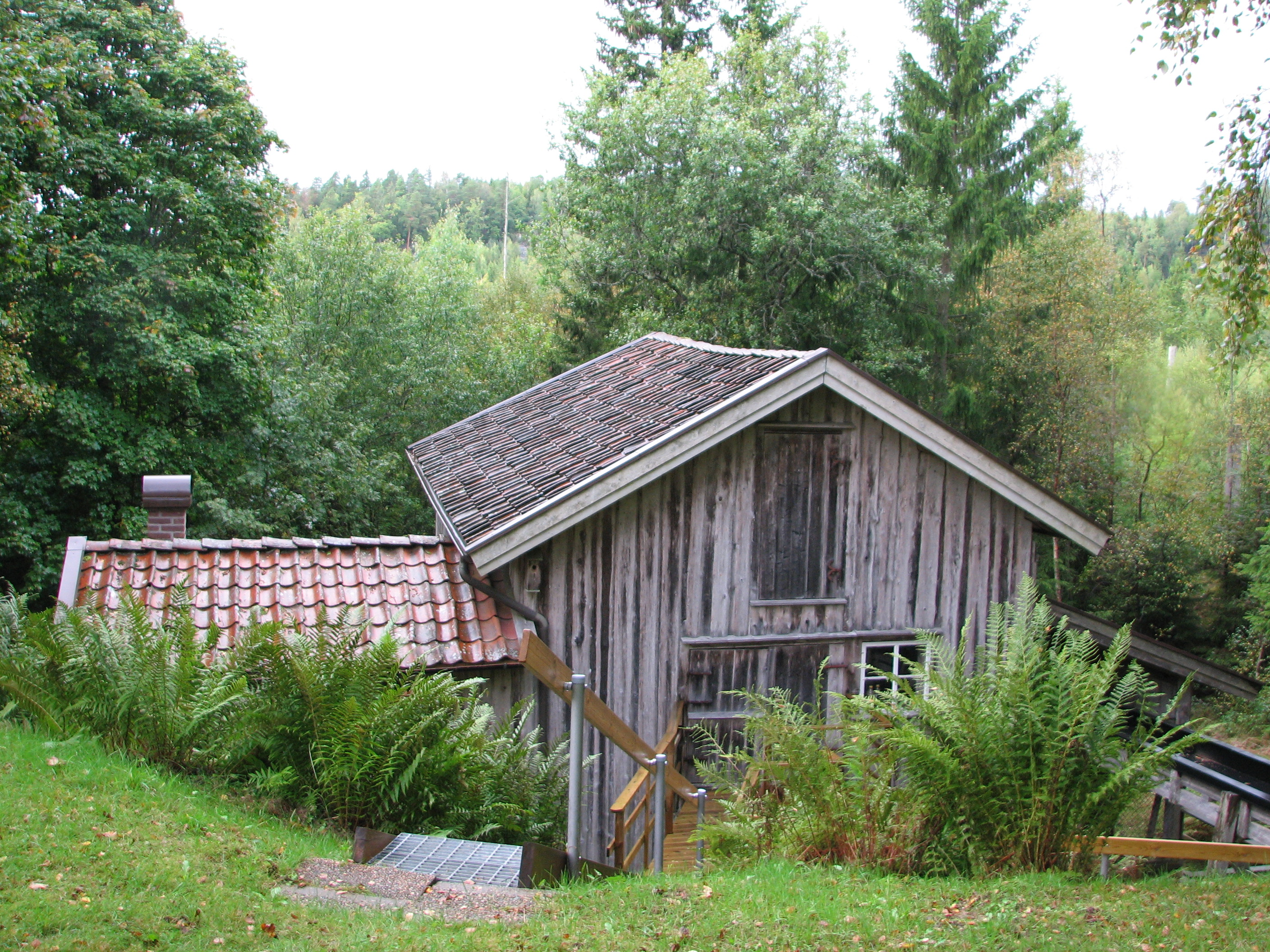
Sköllunga kvarn.

Sköllunga kvarn är en hjulkvarn som drivs av vattenkraft och är bevarad i Sköllunga i Ucklums socken i Stenungsunds kommun. 
Kvarnen byggdes år 1850 och tillhörde då gården Sköllunga Övergård. Kvarnen var i drift för malning av säd fram till och med år 1952 och har därefter stått stilla. Kvarnbyggnaden donerades till Ucklums hembygdsförening år 1984. Kvarnen var då i mycket dåligt skick och ett omfattande renoveringsarbete genomfördes av kvarnhus och skovelhjul. Sedan återinvigningen 1996 hålls där varje år i augusti en marknad kallad Kvarnens dag.
Kvarnen drivs med vatten från den i närheten liggande Kvarndammen. Vattnet leds ner i en ränna som träffar skovelhjulet ovanifrån och driver därifrån två par kvarnstenar.